# Stefan Kobel
Stefan Kobel (Winterthur, 13 de febrero de 1974) es un deportista suizo que compitió en voleibol, en la modalidad de playa.
Participó en los Juegos Olímpicos de Atenas 2004, obteniendo la medalla de bronce en el torneo masculino (haciendo pareja con Patrick Heuscher). Ganó tres medallas en el Campeonato Europeo de Vóley Playa entre los años 2004 y 2006.

## Palmarés internacional
| Juegos Olímpicos   | Juegos Olímpicos               | Juegos Olímpicos  | Juegos Olímpicos |
| Año                | Lugar                          | Medalla           | Pareja           |
| ------------------ | ------------------------------ | ----------------- | ---------------- |
| 2004               | Atenas (Grecia)                | Medalla de bronce | Patrick Heuscher |
| Campeonato Europeo |                                |                   |                  |
| Año                | Lugar                          | Medalla           | Pareja           |
| 2004               | Timmendorfer Strand (Alemania) | Medalla de bronce | Patrick Heuscher |
| 2005               | Moscú (Rusia)                  | Medalla de plata  | Patrick Heuscher |
| 2006               | La Haya (Países Bajos)         | Medalla de bronce | Patrick Heuscher |